# Semion Nadson
Semion Nadson   (Sant Petersburg, 14 de desembre de 1862 (Julià) - Ialta, 19 de gener de 1887 (Julià)), nom complet Semion Iàkovlevitx Nadson, rus: Семён Я́ковлевич На́дсон, fou un poeta rus.

## Biografia
El pare de Semion, Iàkov Semiónovitx Nadson, era un jueu que s'havia convertit a l'ortodòxia grega i funcionari a Sant Petersburg La seva mare, Antonina Stepànovna Mamontova, provenia d'una antiga família noble ortodoxa russa. Al cap d'un any de néixer Nadson, la família es va traslladar a Kíev.
Semion Nadson va quedar orfe de pare quan tenia 2 anys. Després de la mort del seu marit, A.S. Mamontova va romandre a Kíev, on vivia com a mestressa de casa i professora i es mantenia a si mateixa i als seus dos fills amb les seves pròpies feines (Nadson tenia una germana, Anna, un any i mig més jove que ell). Quan Nadson tenia uns set anys, va marxar a Petersburg, on es va establir amb el seu germà Diodor Stepànovitx Mamontov.
El 1882, en acabar la seva formació a l'escola militar, fou destinat com a subtinent al regiment de l Caspi, estacionat a Kronstadt. Semion Nadson va començar a escriure poesia des de jove. Mentre servia a l'exèrcit, es va unir al grup de poesia de Puixkin i va conèixer molts poetes famosos d’aquella època. El 1885, juntament amb la seva dona, marxaren a l'estranger per rebre tractament mèdic; retornat el 1886, visqueren als suburbis de Kíev. El 1886, per consell del metge, es va traslladar a viure a Ialta, Crimea.
Tot i publicar només un llibre de poemes (va morir de tuberculosi als 24 anys), Nadson va tenir un èxit significatiu, tot i que la crítica el va menystenir durant molt de temps. El seu poema Porà, rus: Пора ("Ara és l'hora" en català), va ser musicat per Serguei Rakhmàninov (Op.14, núm. 12). Alguns dels seus altres poemes també van ser incorporats a cançons de Serguei Rakhmàninov, César Cui, etc.

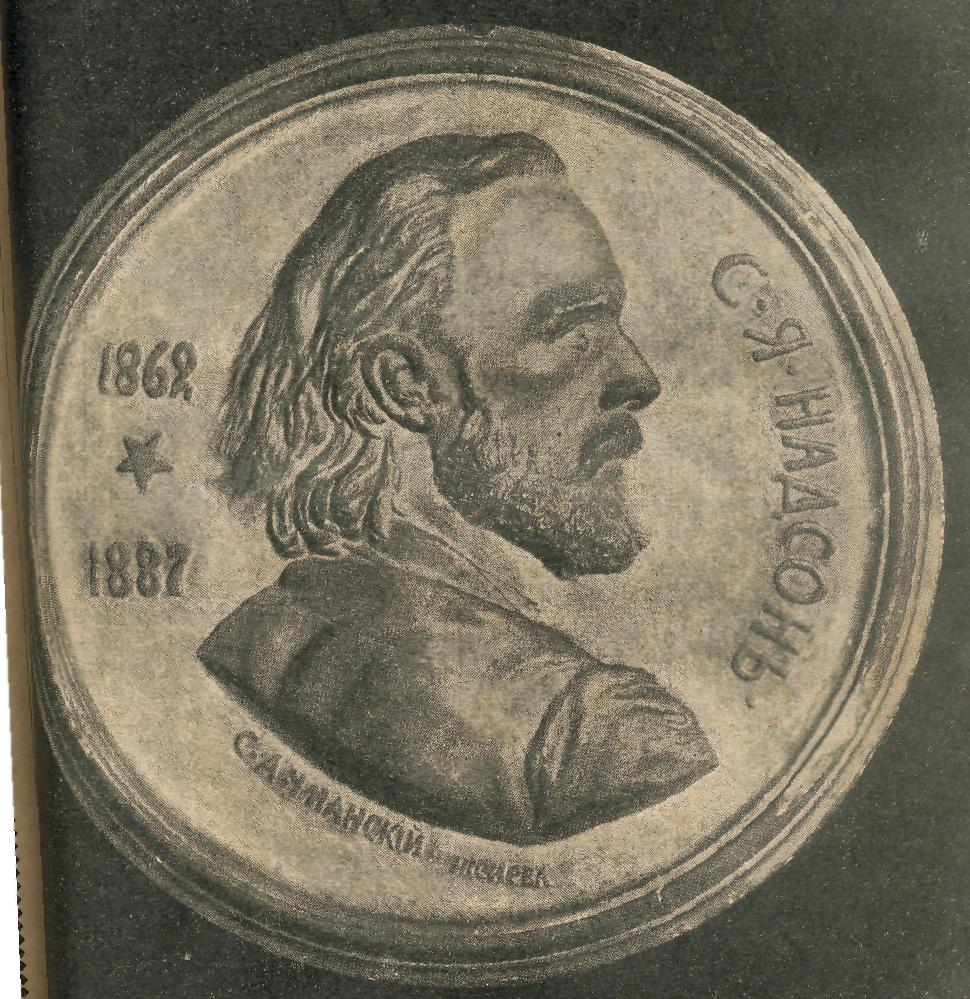
Baix relleu: medalló del 30è aniversari de la mort de Nadson per S. A. Umanski (Ginebra). 1916

## Citació
»No hi ha cap turment al món més fort que el turment d'una paraula.«.

## Poema "Ara és l'hora"
Пора! Явись, пророк! Всей силою печали,

Всей силою любви взываю я к тебе!

Взгляни, как дряхлы мы, взгляни, как мы устали,

Как мы беспомощны в мучительной борьбе!

Теперь - иль никогда!.. Сознанье умирает,

Стыд гаснет, совесть спит. Ни проблеска кругом,

Одно ничтожество свой голос возвышает...
Ara és l'hora! Mostra't, oh profeta! Immergit en l'angoixa,

immergit en l'amor, crido!

Mira que dèbils i cansats estem,

Estem desesperats en el nostre martiri!

Vine ara o no vinguis mai! El seny lúcid mor,

El rubor s'esvaeix i la consciència s'adorm. No llueix cap llum,

Només l'oblit alça la veu...